# كركوى
كركوى (بالإسبانية: Caracuel de Calatrava كركوى قلعة رباح)‏ أو كركي هي إحدى بلديات مقاطعة سيوداد ريال إحدى مقاطعات إسبانيا، والتي تقع في منطقة قشتالة لا منتشا وسط إسبانيا.
يبلغ عدد سكانها 163 نسمة وفقاً لإحصائية سنة (2007).